# Grande Khorasan
Il Grande Khorasan (in persiano خراسان بزرگ‎, Khorāsān bozorg) è una regione storica dell'Asia, che comprende territori che attualmente fanno parte dell'Iran, dell'Afghanistan, del Tagikistan, del Turkmenistan e dell'Uzbekistan.
Alcune importanti città storiche si trovano in quello che era il Grande Khorasan. Fra queste si evidenziano Nishapur (Iran), Merv e Sanjan (Turkmenistan), Samarcanda e Bukhara (Uzbekistan), Herat, Balkh e Ghazni (Afghanistan).